# مرسوم ميلان

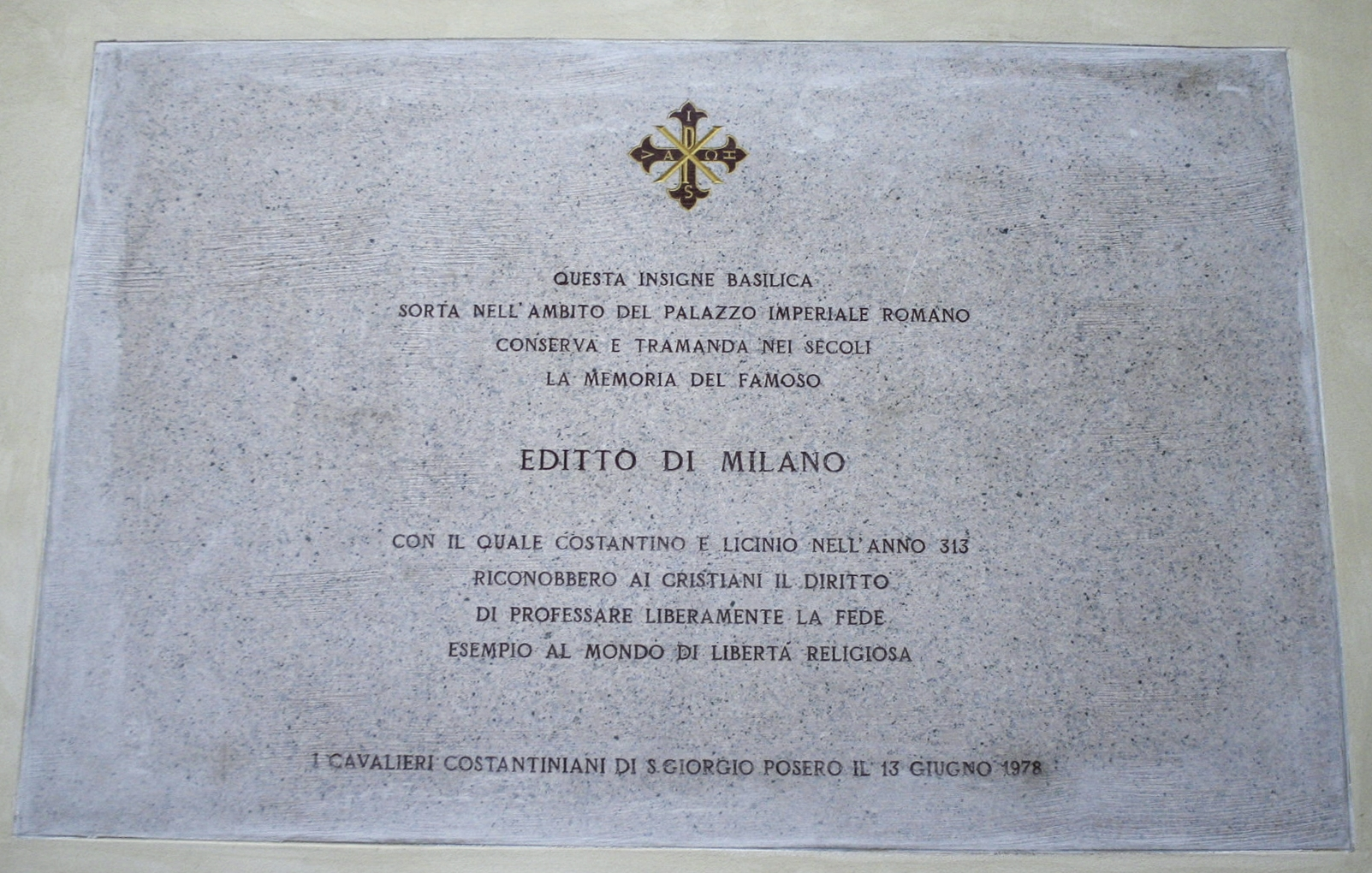

مرسوم ميلان (باللاتينيّة: Edict Milano) هو مرسوم أُعلن عام 313 أُعلن فيه حياد الإمبراطورية الرومانية بشؤون العبادة مما أزال العقبات أمام الممارسات الدينية للمسيحية والديانات الأخرى. الحقبة التالية من العصر القديم من مرسوم ميلانو 313 هي حقبة نضوج الكنيسة الأولى. نالت الكنيسة الحرية واعترف بها رسمياً الإمبراطور قُسْطَنْطِيْنُ الكَبيْرْ (مرسوم ميلانو 313) حيث كان له الأثر الأكبر في إقراره . وقع على هذا المرسوم إمبراطور الغرب قُسْطَنْطِيْنُ الكَبيْرْ وَالإِمْبَرَاطُوْر الشَّرْقِي لِيْسِيْنيُوس الأَوَّل، إِلَّا أَنَّ الإِمْبَرَاطُوْر لِيْسِيْنيُوس الأَوَّل كَانَ قَدْ تَرَاجَعَ بَعْدَ ذَلِكَ بَعَدَمَا أَدَّى ذَلِكَ إِلَى اقْتِتَالٍ بَيْنَهُ وَبَيْنَ الإِمْبَرَاطُوْر قُسْطَنْطِيْن الكَبيْر وَالذي انْتَهَى بهَزِيْمَةِ لِيْسِيْنيُوس الأَوَّل وَمَقْتَلَهِ سَنَة 324  م.:238 وَبذَلِكَ أَصْبَحَ قُسْطَنْطِيْن الكَبير الحَاكِمَ الفِعْلِيَّ الوَحِيْد للإِمْبَرَاطُوْرِيَّةِ الرُّوْمَانِيَّةِ بشِقَّيْهَا الشَّرْقِيّ وَالغَرْبيّ، :239وَ وَحَّدَهُمَا بَعْدَ ذَلِكَ وَأَعْلَنَ المَسِيْحِيَّةَ الدِّيَانَةَ الرَّسْمِيَّةَ لِلْبلادْ،وقامت الكنائس الفخمة.وتحددت العقيدة رسمياً في ما يخص سر الثالوث الأقدس والتجسّد في المجامع المسكونية لا سيما الأربعة الأولى.وتنظمت الكنيسة وتشكّلت رسمياً البطريركيات والليتورجيات الكبرى، وأخذ المجتمع المدني وجهاً مسيحياً. القسم الثاني من هذه الحقبة أظهر تصدعاً في الوحدة القائمة في العالم الروماني القديم.